# Paracyclopina minuta
Paracyclopina minuta – gatunek widłonoga z rodziny Cyclopettidae. Opisał go w 1934 roku brytyjski lekarz wojskowy i zoolog Robert Beresford Seymour Sewell, nadając mu nazwę Cyclopina minuta.